# Saint-Martin-le-Gaillard
Saint-Martin-le-Gaillard är en kommun i departementet Seine-Maritime i regionen Normandie i norra Frankrike. Kommunen ligger i kantonen Eu som tillhör arrondissementet Dieppe. År 2022 hade Saint-Martin-le-Gaillard 293 invånare.

## Befolkningsutveckling
Antalet invånare i kommunen Saint-Martin-le-Gaillard
| Referens: INSEE |